# Étienne Bonnes
Pour les articles homonymes, voir Bonnes.
Pas d'image ? Cliquez ici

a Compétitions nationales et continentales officielles uniquement.

b Matchs officiels uniquement.
Étienne Bonnes, né le 16 septembre 1894 à Argeliers et mort le 20 février 1941 à Narbonne, est un joueur français de rugby à XV. 

## Biographie
Étienne Bonnes a joué au poste d'arrière (1,73 m pour 76 kg) au RC Narbonne. Il a également été sélectionné à trois reprises en équipe de France. 

## Carrière

### Clubs successifs
- RC Narbonne

### En équipe nationale
Il a disputé un match du Tournoi des Cinq Nations en 1924, ainsi que deux matches aux Jeux olympiques d'été de 1924, remportant la médaille d'argent.